# خلل النطق
خلل النطق أو ديسلاليا  يعني وجود صعوبات في الحديث بسبب عيوب هيكلية في أجهزة الكلام (الأسنان، الحنك، اللهاة، لسان المزمار، الحنجرة، اللسان، الشفتين ...). لا يشمل معوقات الكلام الناتجة بسبب عوامل عصبية أو غيرها من العوامل .